# Auguste Van Lokeren
Auguste Van Lokeren (4 juin 1799, Gand - 9 décembre 1872, Aldaar) est un homme politique libéral belge.

## Biographie
Van Lokeren obtient son doctorat en droit à l'université de Gand en 1821. Il exerce quelque temps comme avocat et magistrat, mais grâce à la fortune familiale, il peut bientôt vivre de ses rentes. 
Il se consacre au patrimoine immobilier de Gand et sauve ainsi, entre autres monuments, les ruines de l'abbaye Saint-Bavon de Gand (Sint-Baafsabdij en néerlandais). Une plaque commémorative lui rend hommage.
Il défend des positions libérales au conseil municipal de Gand à partir de 1842. En 1848, il devient échevin pour l'éducation et les beaux-arts. L'enseignement public connaît une grande prospérité sous son mandat. 
En 1854, il quitte le conseil municipal et se consacre de nouveau à plein temps à ses recherches historiques.

## Œuvres
- Histoire de l'Abbaye de Saint-Bavon et de la crypte de Saint-Jean à Gand par Auguste Van Lokeren, 1855[1].

## Littérature
- Bart d'Hondt, Van Andriesschool à Zondernaamstraat : Guide des 150 ans de la vie libérale à Gand, Gand, Liberal Archive / Snoeck, 2014, p. 89-90.